# 기생나비
기생나비(Leptidea amurensis)는 흰나비과의 한 종류이다. 흰나비과 중에서도 특히 하얀 날개가 돋보인다. 날개가 크지는 않지만 길쭉하고 폭이 좁아서 가냘프면서도 늘씬한 느낌을 준다. 그물코에서 펴낸 석주명 평전에 따르면, 석주명 선생이 나비의 자태가 고운 기생처럼 생겨서 붙여준 이름이 기생나비이다.

## 아종
- Leptidea amurensis amurensis
- Leptidea amurensis emisinapis (Altai, Sayan, Transbaikalia)
- Leptidea amurensis jacutia (Yakutia)
- Leptidea amurensis japana